# Гурка
Гурка (кишка) — ковбаса, яку виготовляють з різноманітною начинкою; з легенів, печінки, шкварок, відварених кукурудзяних круп чи рису, крові домашніх тварин, цибулі та приправ.

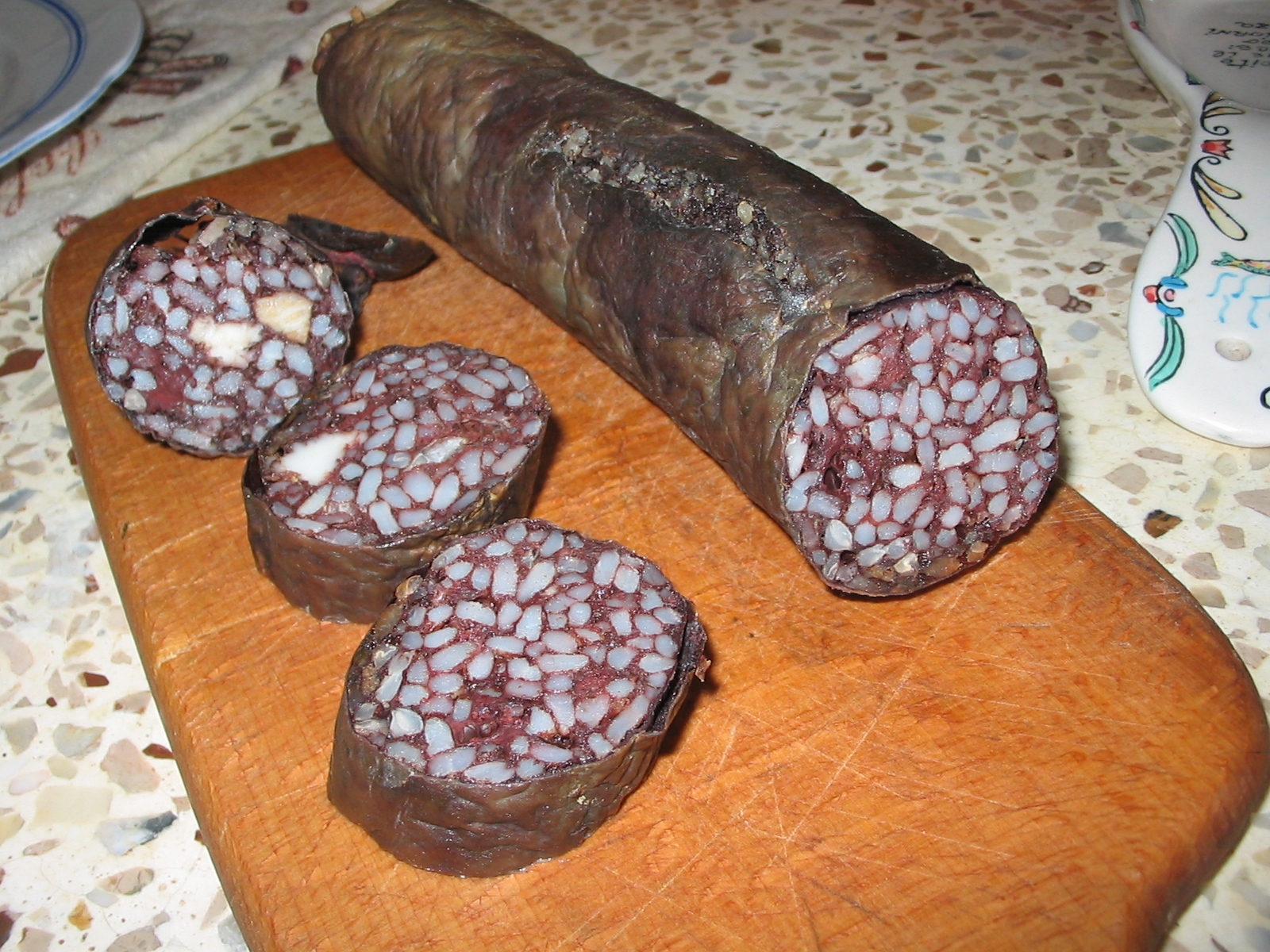
Гурка кров'яна

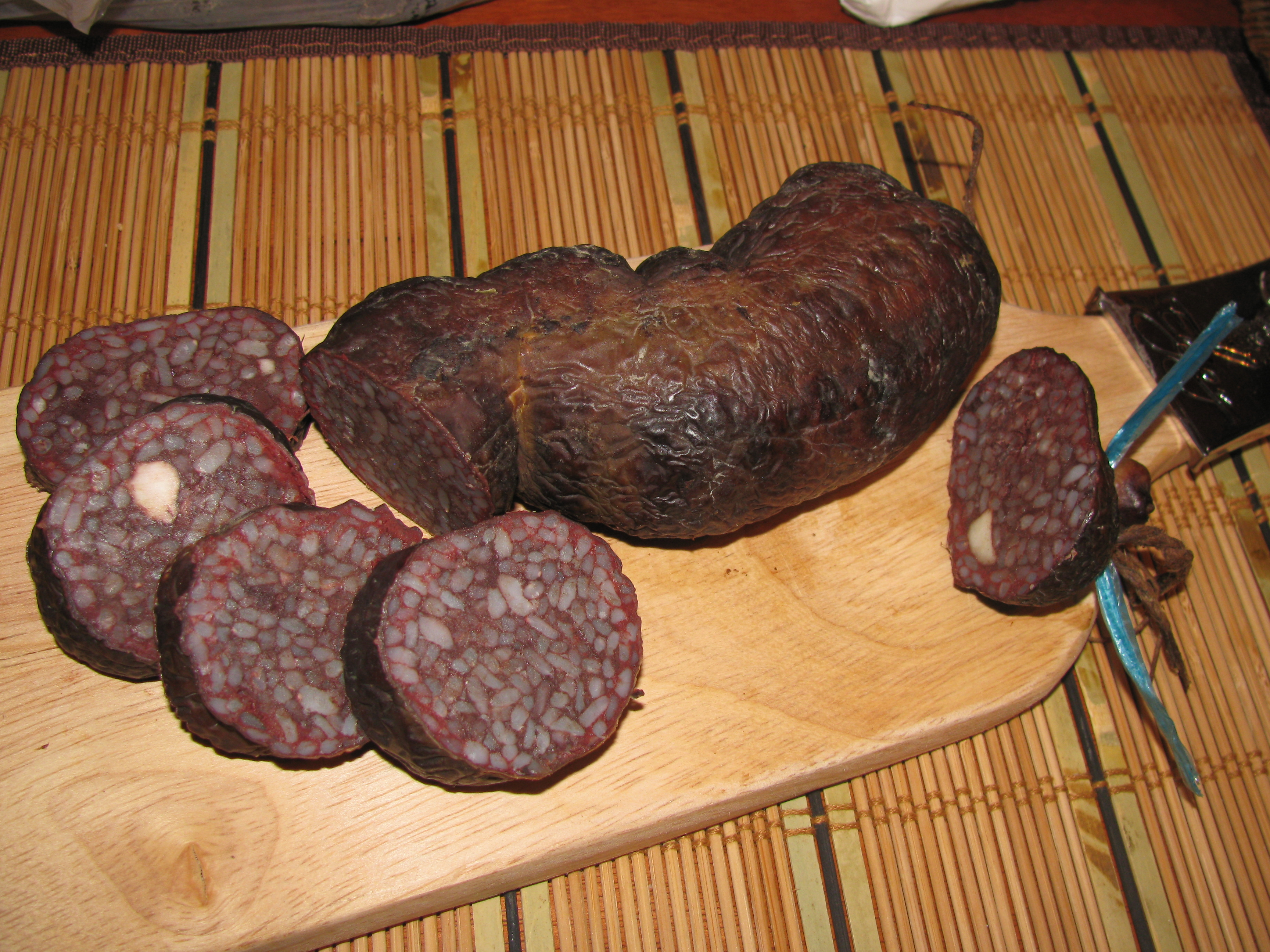
Гурка домашня

Назва можливо має угорське походження (húr - рядок, кишка), можливо українське (коли страва готова, то з ковбас у мисі робиться ціла гірка), хоча гурка (швед. gurka) шведською — означає огірок, на який так схожий батон гурки. 
Страва має велике поширення на Закарпатті, а також на Гуцульщині та Прикарпатті. Існує декілька різноманітних рецептів її приготування. Гурку гуцульську готують із суміші відвареної кукурудзяної крупи, свинячих шкварок та смаженої на смальці цибулі, чорного перцю та солі, якою набивають підготовлені кишки. Гурку домашню готують з суміші відварених та змолотих легенів, печінки, шкварок змішаних з відвареним рисом, молотим перцем та сіллю. Кров'яну гурку готують із відварених крові та рису зі шкварками та смаженою цибулею. Колись кров'яну гурку готували тільки в той день, коли була зарізана свиня, набиваючи кишки сумішшю відвареного рису, крові та її нутрощів.

## Рецепти

### Гурка домашня
Зварені легені і печінку, пасеровану цибулю та шкварки пропускають крізь м'ясорубку. Потім фарш із субпродуктів з'єднують з відвареним розсипчастим рисом, заправляють сіллю та чорним молотим перцем і все добре перемішують. Кишкову оболонку наповнюють фаршем крізь спеціальний шприц. Гурку варять протягом 10 хвилин, слідкуючи, щоб вона не потріскалася. Витрати продуктів на 1 кг гурки: легені 465 г, печінка 192 г, сало 208 г, цибуля 106 г, рис 134 г, сіль 13 г, чорний молотий перець 2 г, вода 280 г, свиняча кишкова оболонка 60–70 см.

### Гурка гуцульська
Кукурудзяну крупу просівають і відварюють у малій кількості води до напівготовності. Свіжі шкварки пропускають через м'ясорубку. Дрібно нарізану ріпчасту цибулю обсмажують у смальці до золотистого кольору, з'єднують із відвареною кукурудзяною крупою і молотими шкварками, заправляють молотим чорним перцем і сіллю, все добре перемішують. підготовлену кишкову оболонку наповнюють приготовленим фаршем крізь спеціальний шприц. Приготовлену гурку кладуть у кип'яток і варять 10–15 хвилин, слідкуючи, щоб вона не потріскалась. Перед вживанням гурку підсмажують у смальці і подають, як гарячу закуску. Витрати продуктів на 1 кг гурки: крупа кукурудзяна 290 г, шкварки 120 г, смалець 100 г, цибуля 240 г, сіль 10 г, перець чорний молотий 2 г, свиняча кишкова оболонка 60–70 см.

### Гурка кров'яна
Свіжу свинячу кров відварюють до готовності. Свіже сало нарізають кусками і підсмажують до напівготовності, додають нарізану дрібними кубиками цибулю і смажать. Промитий рис варять і промивають два-три рази у холодній воді, щоб він був розсипчастим. Відварену кров та шкварки з смаженою цибулею з'єднують, пропускають крізь м'ясорубку з решіткою середнього діаметра. Варений рис змішують з кров'яним фаршем крізь спеціальний шприц, перев'язують, щоб ковбаски не були довгими. Приготовлену гурку кладуть в кип'яток і варять протягом 10–15 хвилин, слідкуючи, щоб вона не потріскалася. Перед подачею гурку підсмажують у смальці, нарізають кусками вагою приблизно по 100 г і подають як гарячу закуску. Витрати продуктів для приготування 1 кг кров'яної гурки: кров свіжа 460 г, цибуля 77 г, сало свіже 100 г, рис 154 г, сіль 13 г, перець чорний молотий 2 г, вода 280 г, свиняча кишкова оболонка 60–70 см. Гурку можна подавати й з гарніром — картопляним пюре або тушкованою капустою.